# Hyūga (lớp tàu khu trục trực thăng)
Tàu khu trục lớp Hyūga (tiếng Nhật: ひゅうが型護衛艦) llà lớp tàu khu trục mang máy bay trực thăng (DDH) thuộc biên chế của Lực lược Phòng vệ trên biển Nhật Bản. Tên của lớp tàu được đặt theo tên của thiết giáp hạm chuyển đổi thành tàu sân bay thuộc Hải quân Đế quốc Nhật Bản (IJN) thời Chiến tranh thế giới thứ hai. Hyūga vốn là tên một tỉnh trên đảo Kyūshū ở Nhật Bản thời xưa. Đây là lớp tàu lớn thứ hai của JMSDF kể từ sau Chiến tranh thế giới thứ 2 (chỉ đứng sau tàu khu trục lớp Izumo mới đóng).

## Lịch sử phát triển
Nhật Bản là một đảo quốc ở Thái Bình Dương với 6.852 hòn đảo lớn nhỏ, có vị trí địa lý tiếp giáp với Trung Quốc, Triều Tiên và Nga - những quốc gia có hạm đội tàu ngầm hùng hậu. Thực tế khách quan đó khiến Nhật Bản phải đánh giá thấu đáo sự thông suốt trên các tuyến hàng hải của mình trong trường hợp xảy ra xung đột trên biển.
Do các ràng buộc của Điều 9 Hiến pháp Nhật Bản năm 1947, Nhật Bản không thể triển khai sức mạnh quân sự thông qua các tàu sân bay cỡ lớn. Thay vào đó, họ quyết định thiết kế những tàu khu trục mang trực thăng vừa có khả năng tìm diệt tàu ngầm vừa có thể hỗ trợ các hoạt động khác trong hạm đội, đó là lý do để lớp tàu Hyuga ra đời.
Tàu khu trục lớp Hyuga được phát triển bởi IHI Marine United. JMSDF bắt đầu đặt ky đóng chiếc tàu sân bay máy bay trực thăng lớp Hyuga đầu tiên mang số hiệu DDH-181 tại Nhà máy đóng tàu Yokohama năm 2006, con tàu được chính thức vào biên chế năm 2009. Trong khi đó, chiếc thứ hai JDS Ise (DDH-182) được đưa vào biên chế tháng 3 năm 2011.
JDS Hyuga đóng quân tại Căn cứ hải quân Yokosuka, đóng vai trò là soái hạm của Hải đội hộ vệ số 1. Trong một số khía cạnh độc đáo khác, DDH181 là tàu khu trục đầu tiên của JMSDF có quân nhân nữ phục vụ trên tàu. JDS Ise trực thuộc Hải đội hộ vệ số 4, có cảng nhà tại Căn cứ hải quân Kure.
Lớp Hyuga được chế tạo nhằm thay thế các tàu khu trục lớp Haruna 7.000 tấn đã cũ. Con tàu là một phần của dự án 16DDH; tên có nguồn gốc từ năm thứ 16 của Thời kỳ Bình Thành trong lịch Nhật Bản.
Về phân cấp thì Hyuga chỉ là một tàu khu trục chở trực thăng cỡ lớn, thừa kề một lớp tàu truyền thống của JMSDF. Nó không giống với loại tàu sân bay hiện có nào, bởi vì tàu không có máy phóng hay đường cất cánh nhảy cầu kiểu "ski-jump". Ngoài ra, nó cũng như không giống với tàu đổ bộ lớp Mistral vì dù có sự tương đồng về kích thước và lực lượng trực thăng, Hyuga không có các khoang đốc và không phải là tàu đổ bộ đa năng.
JMSDF coi việc sử dụng các tàu khu trục lớp Hyuga như các tàu chống ngầm hiệu quả, thực hiện các chức năng tìm cứu, di tản nhân đạo, bệnh viện dã chiến tại các khu vực tình trạng khẩn cấp, các nhiệm vụ tuần tra biển, đổ quân chính xác bằng máy bay trực thăng, tham gia các chiến dịch quân sự quốc tế với tư cách tàu hỗ trợ.
Trong hạm đội JMSDF, các tàu khu trục thuộc lớp Hyuga và Izumo đóng vai trò trung tâm trong 4 Hải đội tàu khu trục mang máy bay trực thăng DDH. Trong quá khứ, JMSDF được chia thành 4 hạm đội '8-8' chuyên về săn tìm và tiêu diệt tàu ngầm Liên Xô. Hiện nay, nó được chia ra làm 4 đội DDH và 4 đội DDG, tàu khu trục chống tên lửa đạn đạo. Các đội DDG sẽ được triển khai giữa Nhật Bản và bán đảo Triều tiên nhằm ngăn ngừa nguy cơ bị Bắc Triều Tiên tấn công bằng tên lửa. 4 đội DDH sẽ có nhiệm vụ bảo vệ vùng biển giữa Okinawa và Trung Quốc.
Hyuga có kích thước: dài 197m, rộng 33m, mớn nước 7m, lượng giãn nước tiêu chuẩn 14.000 tấn, khi đầy tải lên tới 19.000 tấn, tức là còn lớn hơn cả tàu sân bay trực thăng Chakri Naruebet của Thái Lan, các tàu sân bay Giuseppe Garibaldi của Ý hay tàu sân bay Príncipe de Asturias của Tây Ban Nha và xấp xỉ tàu sân bay Invincible của Anh.
Thủy thủ đoàn của tàu (gồm cả kíp lái máy bay, kíp kỹ thuật) được biên chế 360 người (371 người trên DDH-182 JDS Ise). Một hành trình trên biển thực hiện nhiệm vụ mất khoảng 2 đến 3 tuần lễ. Các tàu lớp Hyuga mang đủ nhu yếu phẩm cho thủy thủ đoàn trong 45 ngày giữa các đợt tiếp tế.

## Kết cấu và chức năng của các khoang trên tàu

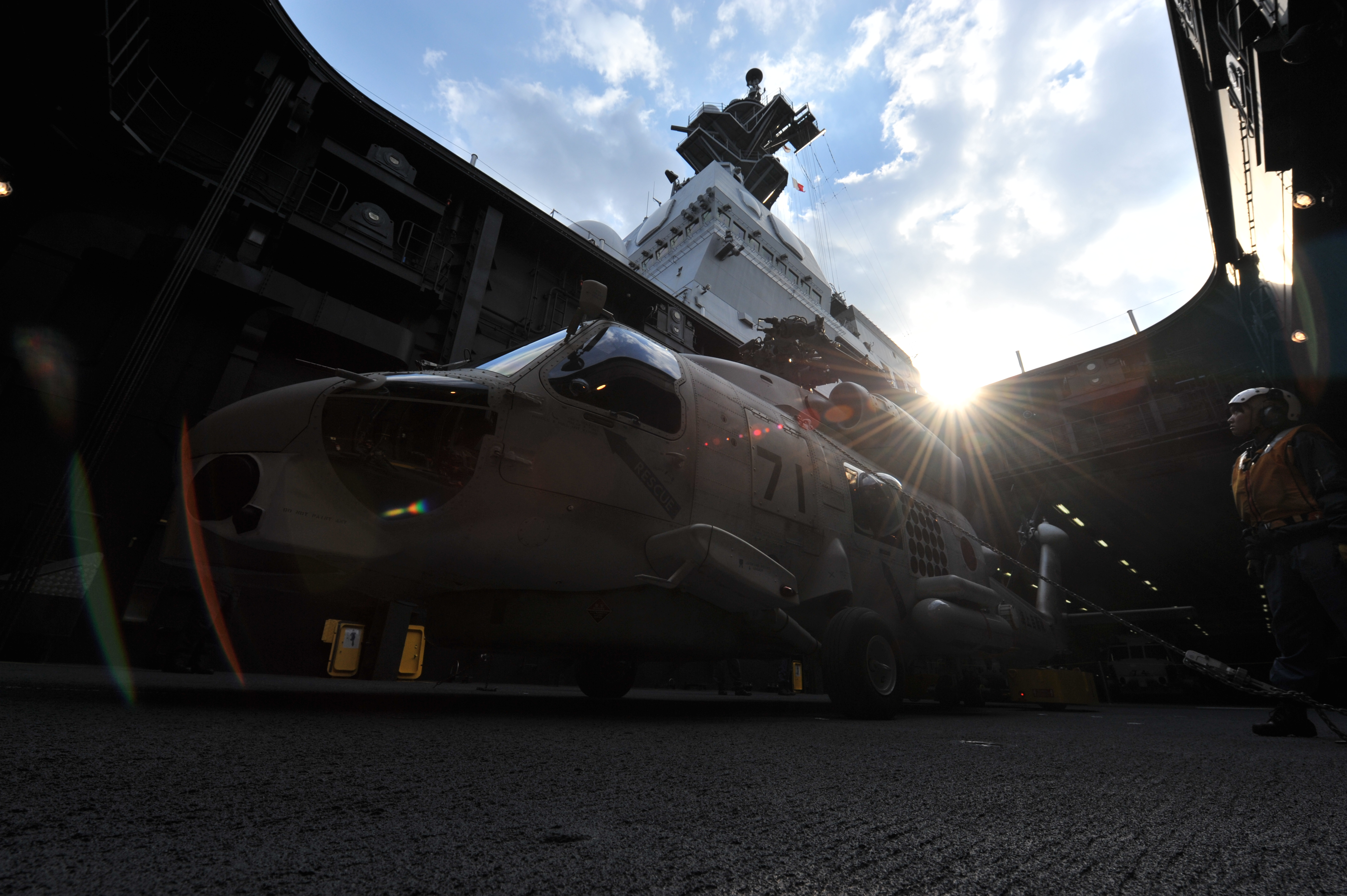
Một trực thăng chống ngầm SH-60J đang được vận chuyển lên đường băng.

Các thủy thủ tàu JDS Hyuga (DDG 181) diễn tập cấp cứu người bị thương.

Tàu lớp Hyuga có kết cấu khoang đáy khá lớn, được chia làm nhiều khoang, trên tàu có 2 thang máy chính, trong đó thang máy ở đuôi đủ lớn để vận chuyển trực thăng lên xuống đường băng. Ngoài ra còn có 2 thang máy nâng vũ khí. Vỏ tàu có kết cấu 2 lớp chú trọng tính năng tàng hình, đài quan sát và cột anten đều thiết kế kiểu bịt kín, ống khói được bố trí phía sau, một phần kết cấu sử dụng vật liệu hấp thụ sóng, giảm thiểu một cách hiệu quả toàn bộ diện tích phản xạ rađa và tín hiệu hồng ngoại. Đồng thời, tàu có thiết bị đệm giảm rung chấn động cơ, khiến tiếng ồn và độ rung của thân tàu trong nước giảm đáng kể. Mặt boong phía trên là khu vực phóng máy bay với diện tích khoảng 6.400 m2, được bố trí 4 vị trí cho 4 máy bay trực thăng có thể hoạt động đồng thời. Khoang chứa máy bay có thể chứa 11 trực thăng săn ngầm SH-60K và trực thăng quét mìn MCH-101. Ngoài ra, trong khoang tàu là một kho kho hậu cần kỹ thuật với đầy đủ các trang thiết bị bảo quản, bảo dưỡng, sửa chữa, phụ tùng, nhiên liệu dự trữ và các loại vũ khí chống ngầm và chống hạm dùng cho máy bay trực thăng.
Tàu Hyuga còn được trang bị các loại hỗ trợ đặc chủng được thiết kế một cách chuyên biệt chỉ để phù hợp với các nhiệm vụ trên các tàu sân bay, nhiều loại xe đặc chủng này hoàn toàn không được nhìn thấy ở sử dụng ở dưới mặt đất. Các loại xe ô-tô "mui trần" cỡ nhỏ có động cơ cực khỏe chuyên làm nhiệm vụ kéo máy bay di chuyển trên đường băng. Các sân bay dưới mặt đất cũng sử dụng loại xe tương tự như thế này nhưng những chiếc xe dưới mặt đất không thể đa năng và làm được nhiều nhiệm vụ như những chiếc xe kéo trên tàu Hyuga. Do lượng phương tiện hỗ trợ trên tàu có hạn vì không có nhiều chỗ chứa, những chiếc xe kéo này phải kiêm nhiệm khá nhiều nhiệm vụ, từ kéo máy bay, kéo vũ khí, chở người cho đến chở hàng chúng đều có thể đảm nhận được. Xe vệ sinh đường băng được dùng để làm sạch đường băng, đảm bảo không có bất cứ một mảnh vụn kim loại nào trên đường băng có thể ảnh hưởng tới hoạt động cất-hạ cánh của những chiếc máy bay trên tàu. Phía dưới các khoang hàng của Hyuga còn có các loại xe nâng, xe kéo, xe cẩu chuyên dụng để bốc, xếp hàng hóa trong kho và đặc biệt là xe cứu hoả là thành phần không thể thiếu trên tàu.
Khoang sinh hoạt gồm phòng ở, phòng hội họp dành cho sĩ quan chỉ huy cùng thủy thủ được bố trí ở phía trước tàu. Thiết kế của tàu lớp Hyuga cũng rất chú trọng đến chất lượng sinh hoạt của thủy thủ đoàn trên tàu. Phòng ở module hóa trên tàu có thiết kế các loại khác nhau gồm phòng 1 người, 2 người, 4 người, 6 người tùy theo cấp bậc, không gian sinh hoạt được quy hoạch sắp xết rất chi tiết. Các khoang của thủy thủ đoàn có thể so sánh được với các khoang hành khách của các tàu du lịch về mức độ thoải mái. Trong khu vực phòng ở của thủy thủ đoàn có các gường tầng nhỏ được lắp thành các block có 6 gường, các block được ngăn bằng các vách ngăn mỏng. Lớp sàn của tàu được thiết kế không gian thân thiện với thủy thủ đoàn, cách sắp xếp ngăn nắp và không gian làm việc rộng mở cho phép việc đi lại dễ dàng từ đầu tàu tới cuối tàu. Lối đi được thiết kế chống trượt, rộng rãi, trang bị các đèn LED chiếu sáng thấp dùng cho các hoạt động về đêm, và bố trí cẩn thận, hợp lý các thanh cầm tay. Thuyền viên có thể đi lại trên tàu một cách an toàn dù là ngày hay đêm, thậm chí trong cả điều kiện thời tiết bất lợi.
Các nhà thiết kế cũng lắp đặt trên tàu một thư viện nhỏ với hàng nghìn đầu sách khác nhau, ngoài giờ trực chiến các thủy thủ đoàn và sĩ quan có thể đến đây tham khảo, bổ sung kiến thức cho mình hoặc đơn giản chỉ là thú vui đọc sách giết thời gian vì thực tế cuộc sống trên tàu rất tẻ nhạt, không có nhiều phương tiện giải trí. Rất nhiều thủy thủ JMSDF đã tự học trong quá trình công tác trên biển để thi lên các cấp sĩ quan chỉ huy cao hơn, một vài người lại sử dụng khoảng thời gian này cho việc tìm hiểu những kiến thức thuộc các ngành nghề khác để có kỹ năng xin việc sau khi rời quân ngũ.
Không thể thiếu được trên tàu đó là phòng giặt là, thủy thủ đoàn sẽ giặt quần áo theo lịch được xếp trước, tránh tình trạng lộn xộn, gây lẫn lộn quân trang. Ngoài quân phục bao gồm áo ngoài, quần ngoài và đồ lót, các thủy thủ được phép mang theo và sử dụng trên tàu các loại áo phông và quần cộc tối màu. Phòng phơi đồ ngay cạnh phòng giặt, vì không có ánh nắng chiếu vào phòng này nên phòng được lắp đặt hệ thống hút ẩm bằng quạt gió và đèn công suất cao để hong khô quần áo. Các máy bán hàng tự động cũng được lắp đặt với rất nhiều đồ ăn vặt và mì hộp các loại để phục vụ nhu cầu của các thủy thủ. Những đồ ăn vặt và đồ hộp này có hạn sử dụng khá lâu nên được dự trữ với số lượng lớn trên tàu, đảm bảo đáp ứng đủ nhu cầu của binh lính trong các cuộc hành quân dài ngày trên biển. Trên tàu còn có hệ thống máy tính để bàn để phục vụ cho việc giải trí của các thủy thủ. Do đa phần đều là thủy thủ trẻ tuổi nên các máy tính ở đây dù không có mạng internet để sử dụng nhưng lúc nào cũng có sẵn khá nhiều game cho thủy thủ giải trí bằng hệ thống mạng nội bộ.
Phòng tập đa năng với nhiều loại máy tập hiện đại giúp thủy thủ đỡ "cuồng chân cuồng tay" khi phải sinh hoạt và làm việc trong một không gian chật trội suốt thời gian dài. Các máy chạy bộ luôn hoạt động hết công suất để phục vụ cho nhu cầu giải phóng năng lượng của các thủy thủ. Ngoài ra còn có các máy tập đạp xe, tạ nâng các loại, xà đơn và xà kép,v..v... để các thủy thủ nâng cao sức khỏe cũng như rèn luyện thể lực cho bản thân.
Phòng thông tin của tàu với nhân viên trực ban có nhiệm vụ đọc các thông tin về tình hình chính trị, xã hội của Nhật Bản cũng như của thế giới hàng ngày cho binh sĩ. Do đặc tính tách biệt hoàn toàn với đất liền để đảm bảo bí mật vị trí tàu nên các bản tin cập nhật thông tin rất được chú trọng để binh lính có thể cập nhật được tin tức từ trong đất liền sớm nhất có thể. Phòng bếp trên tàu có dự trữ khá nhiều đồ ăn đông lạnh, từ thịt cho tới rau củ quả. Nhà bếp hoạt động 24/7 để phục vụ cho 2 ca làm việc kéo dài 12 tiếng mỗi ngày, các thủy thủ sẽ có đồ ăn nóng phục vụ bất cứ lúc nào họ muốn. Phòng ăn cũng như đồ ăn của sĩ quan được chuẩn bị riêng. Khẩu phần ăn của thủy thủ Nhật Bản thường mang đậm chất truyền thống và cá là một trong những thực phẩm không thể thiếu trong các bữa ăn của người Nhật nói chung và binh sĩ JMSDF nói riêng.
Về khả năng đảm bảo hậu cần, trên tàu cũng được trang bị một cơ sở y tế tương đương với một bệnh viện dã chiến cấp sư đoàn hoặc quân đoàn, hoặc bệnh viện đa khoa của một thành phố 250.000 dân, đồng bộ cả nha khoa, chẩn đoán, chuyên gia phẫu thuật và các khả năng y tế, vệ sinh thực phẩm và các khả năng tâm lý học. Một hệ thống điều khiển y học từ xa dựa trên hệ thống vệ tinh cho phép thực hiện các phẫu thuật chuyên ngành phức tạp.
Cơ sơ y tế này có diện tích 900 m2 cung cấp 20 phòng và 69 giường bệnh, trong đó 7 phòng để chăm sóc đặc biệt. Có hai phòng mổ với đầy đủ phòng chụp X quang và siêu âm số, và nó có thể được gắn với một máy quét CT điều khiển từ xa. Kho thuốc trên tàu có đủ số lượng thuốc cho nhiều loại bệnh khác nhau từ cảm cúm, sốt cho tới các loại kháng sinh liều cao, thuốc giảm đau, thuốc an thần. Đặc biệt các kho thuốc trên các tàu chiến của JMSDF thường có lượng dự trữ thuốc giảm đau dạng gây nghiện như Morphin rất cao, đề phòng trường hợp các thủy thủ bị thương nặng trong khi giao tranh. Trong trường hợp khẩn cấp, 50 giường bệnh có thể được lắp đặt nhanh chóng ngay trong khoang chứa máy bay trực thăng để tăng cường năng lực của bệnh viện.
Ngoài ra, để đảm bảo an toàn cho toàn bộ thủy thủ đoàn của tàu Hyuga trong trường hợp tàu bị hỏa hoạn, các tàu lớp Hyuga còn được lắp đặt các hệ thống phụt rửa đường băng kiêm luôn hệ thống dập lửa tự động trong trường hợp khẩn cấp.

Phòng chỉ huy tác chiến trên hạm (FIC).
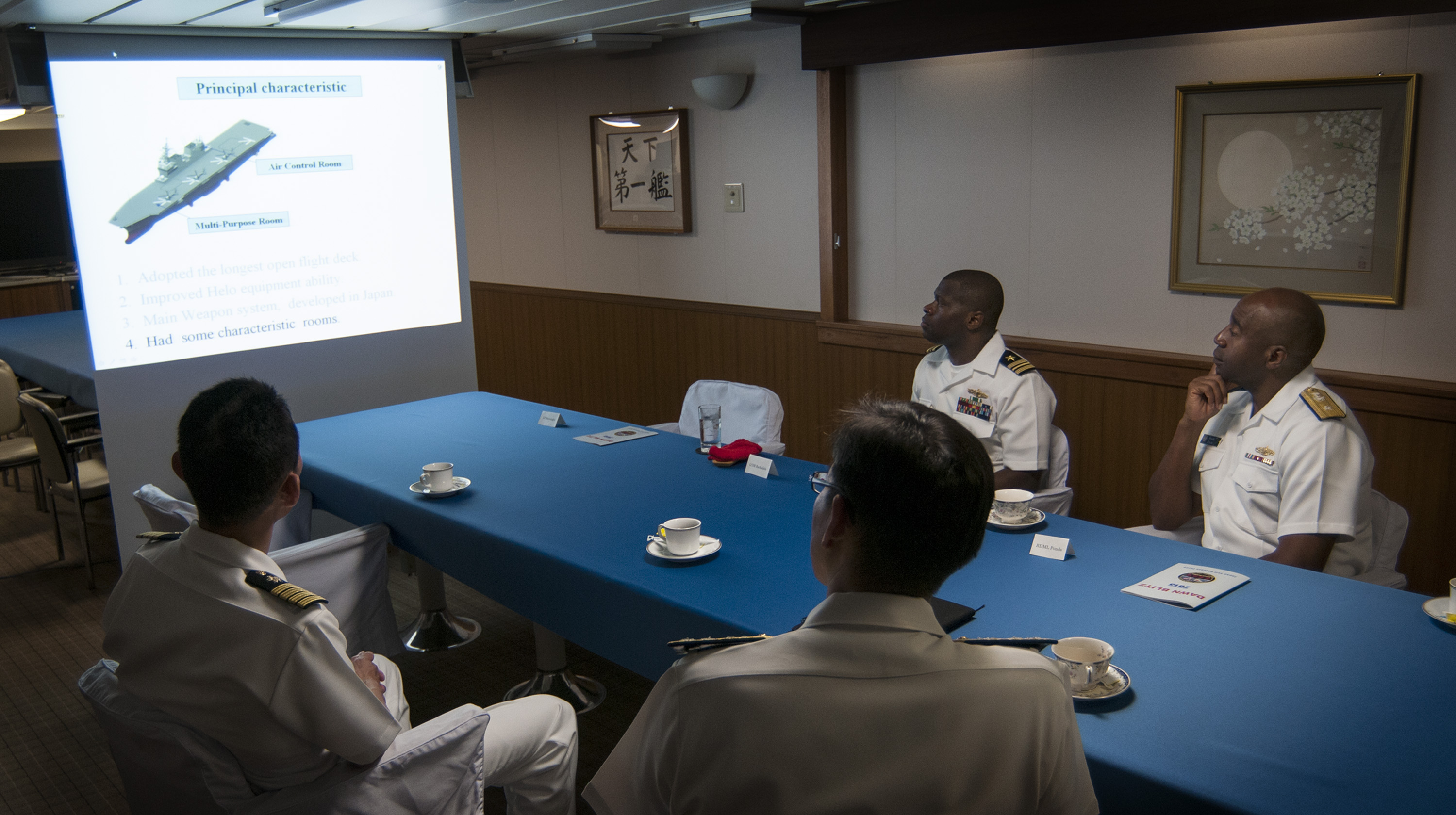
Phòng họp chính.
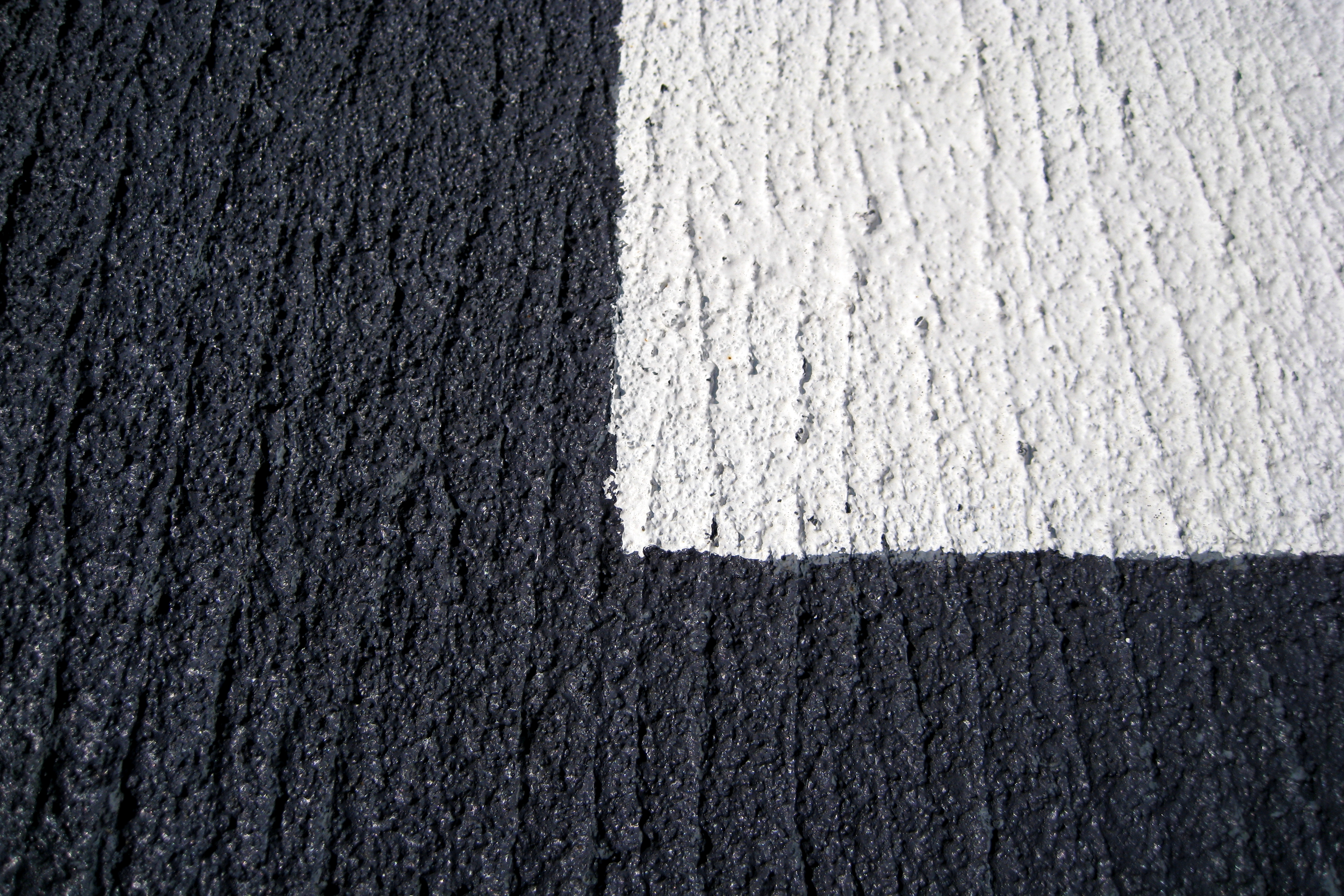
Lớp phủ đường băng
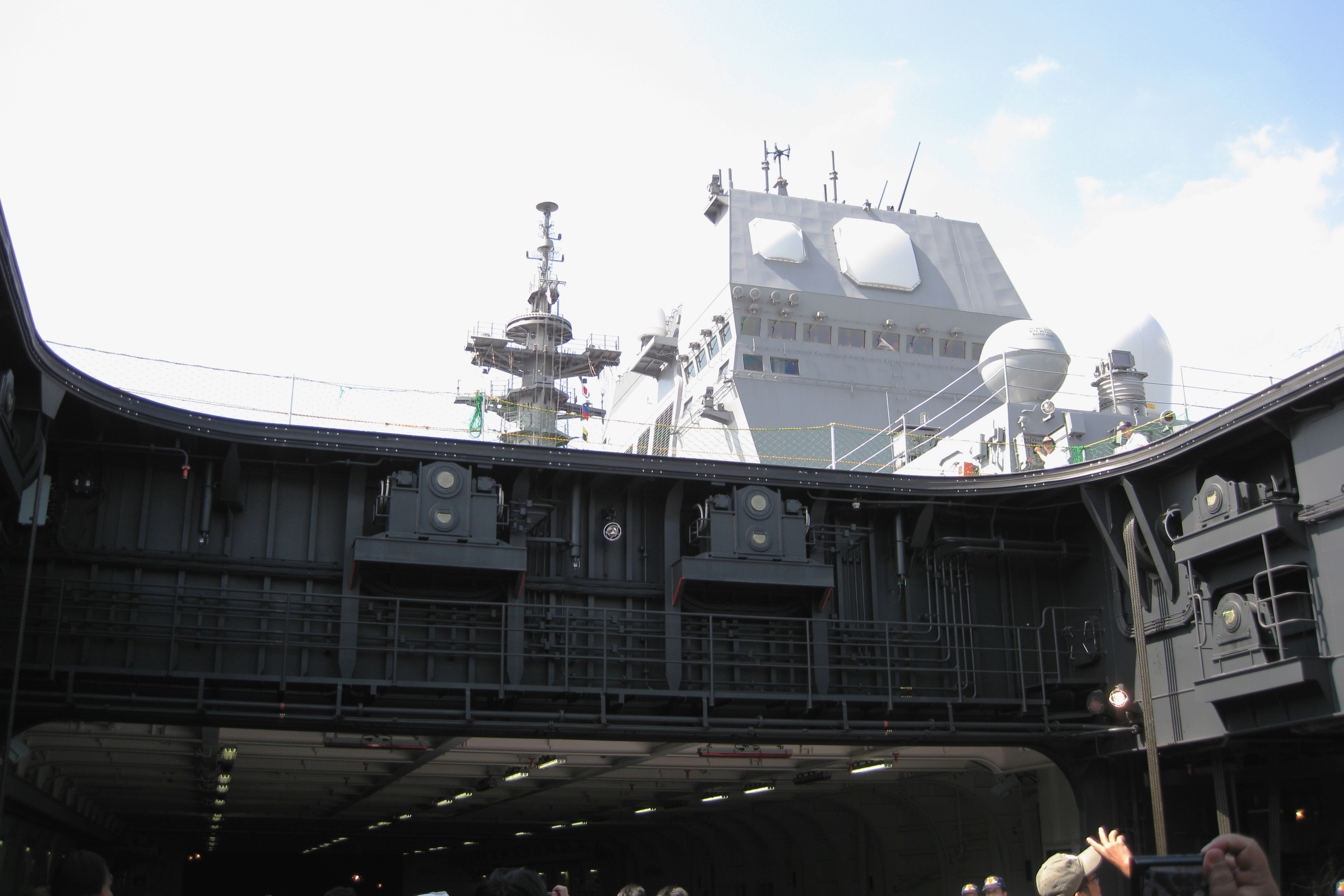
Thang máy nâng vũ khí
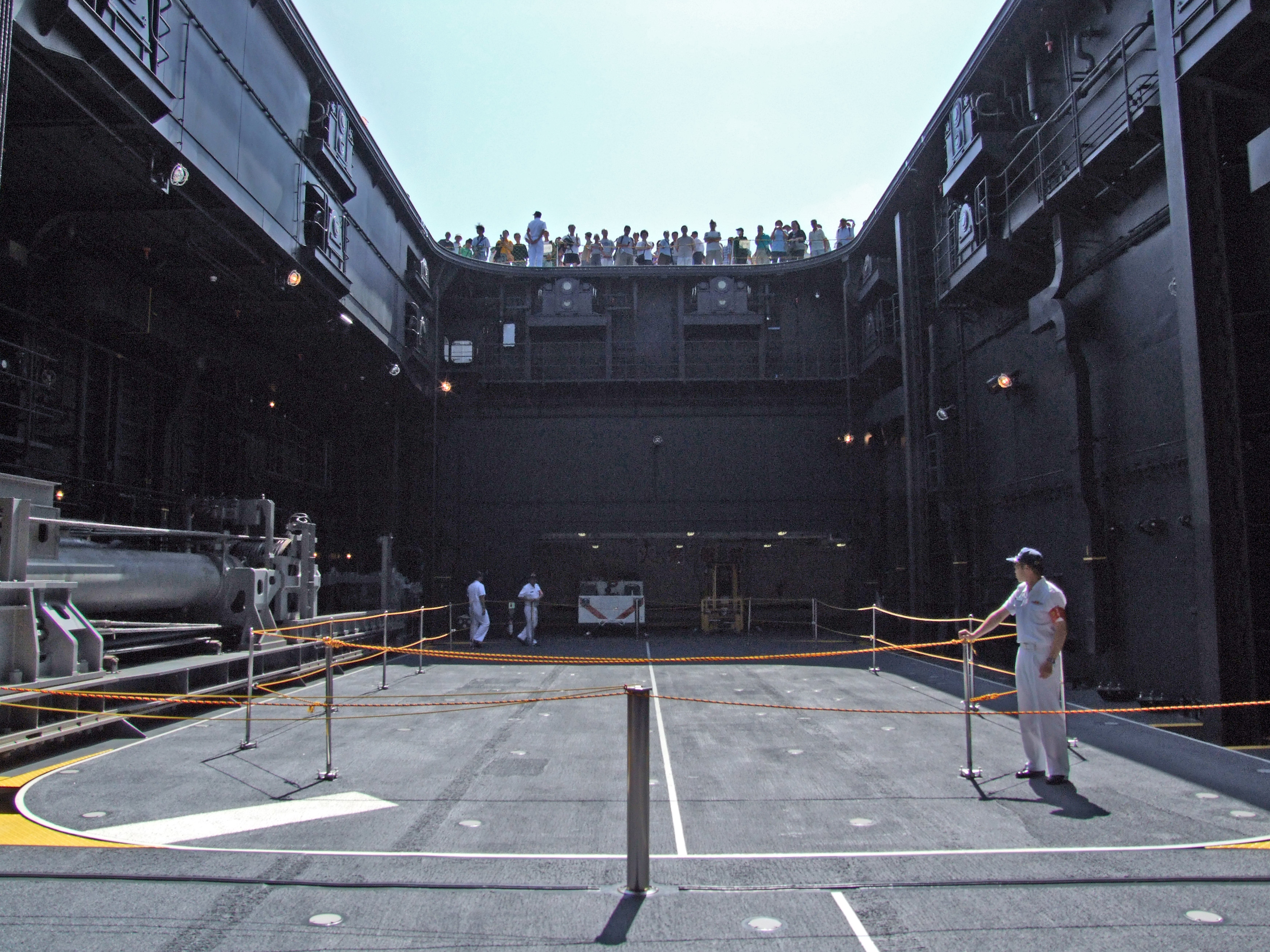
Thang máy vận chuyển máy bay trực thăng
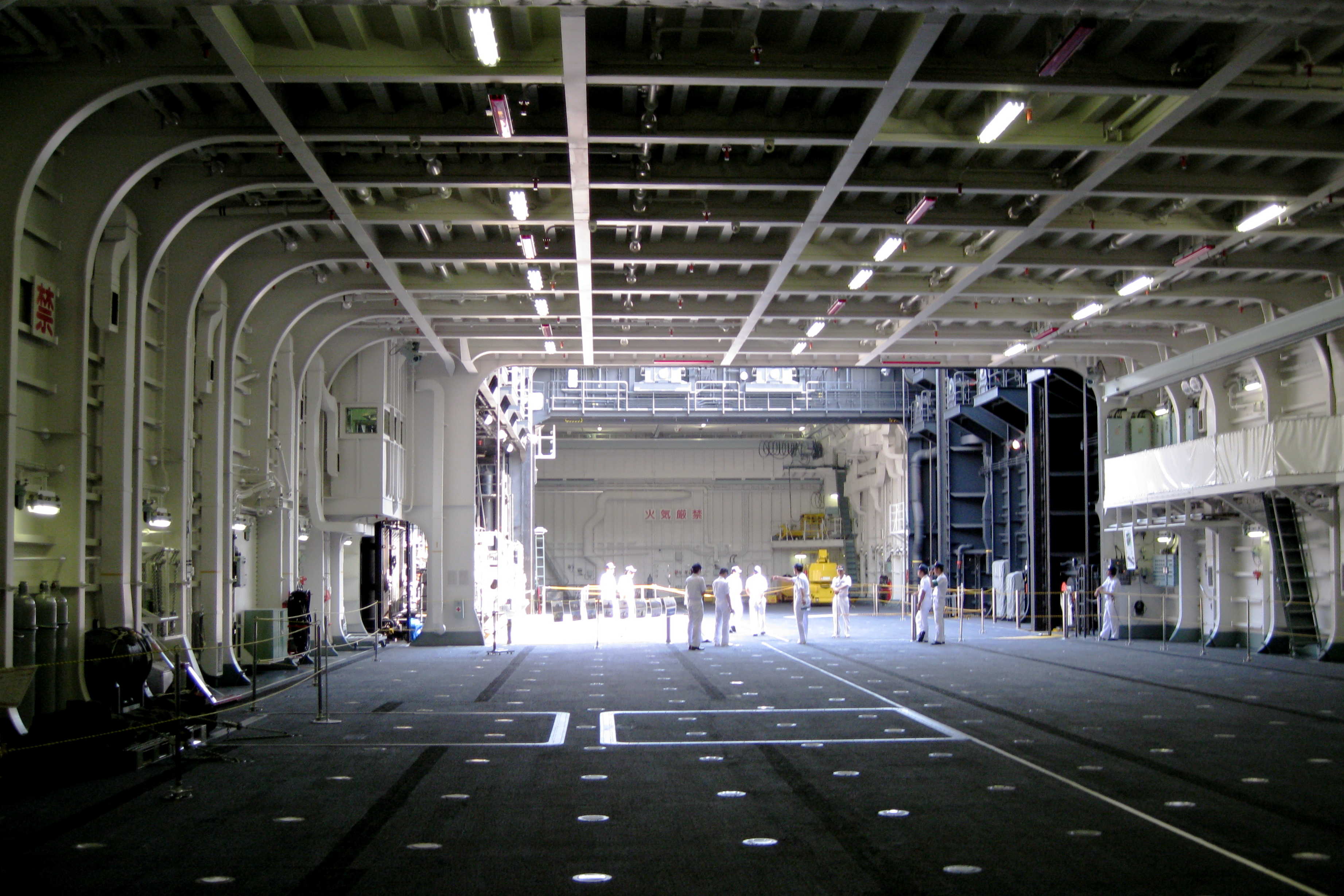
Quang cảnh thang máy nhìn từ nhà chứa máy bay dưới boong
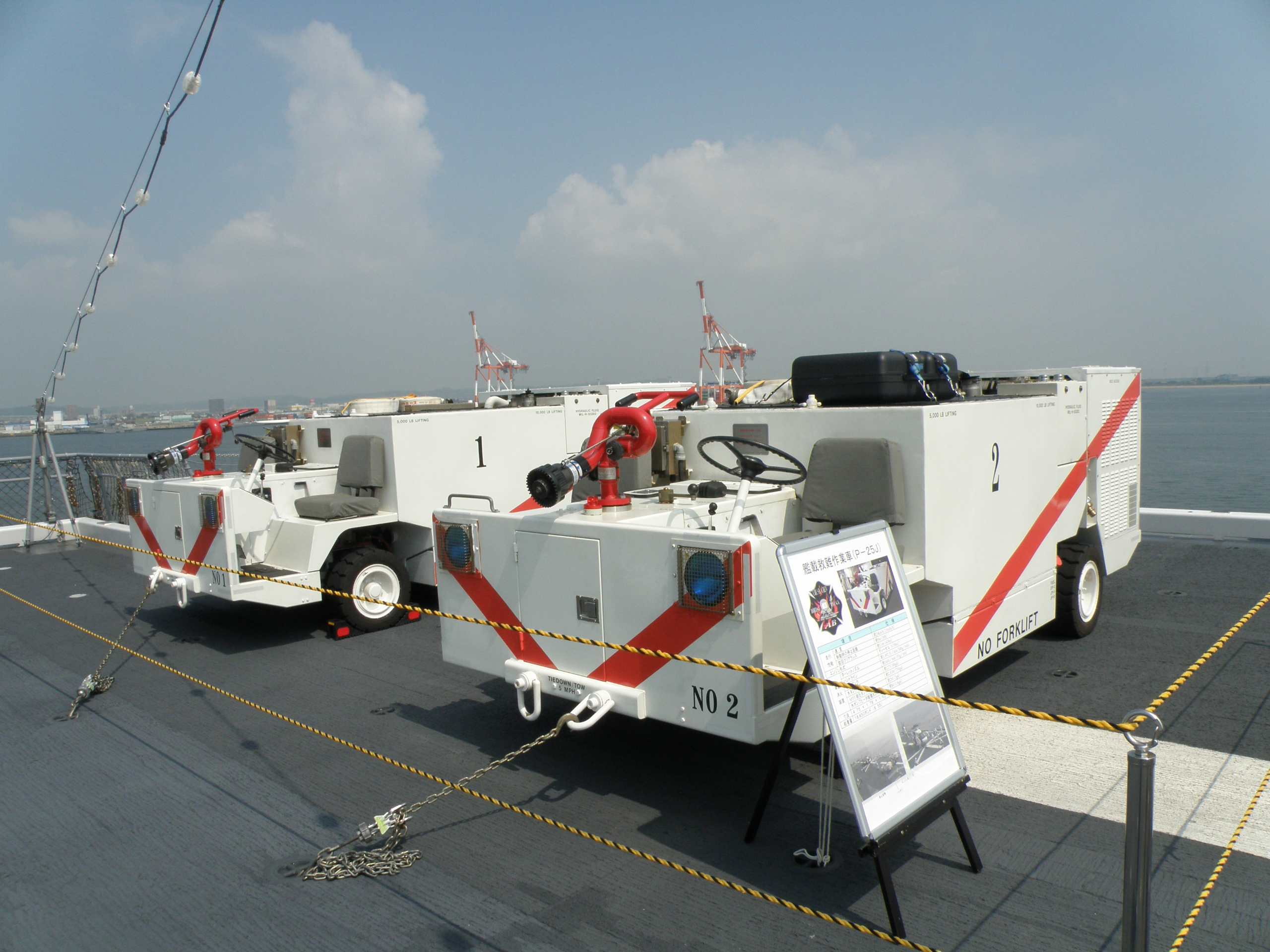
Xe cứu hoả chuyên dụng
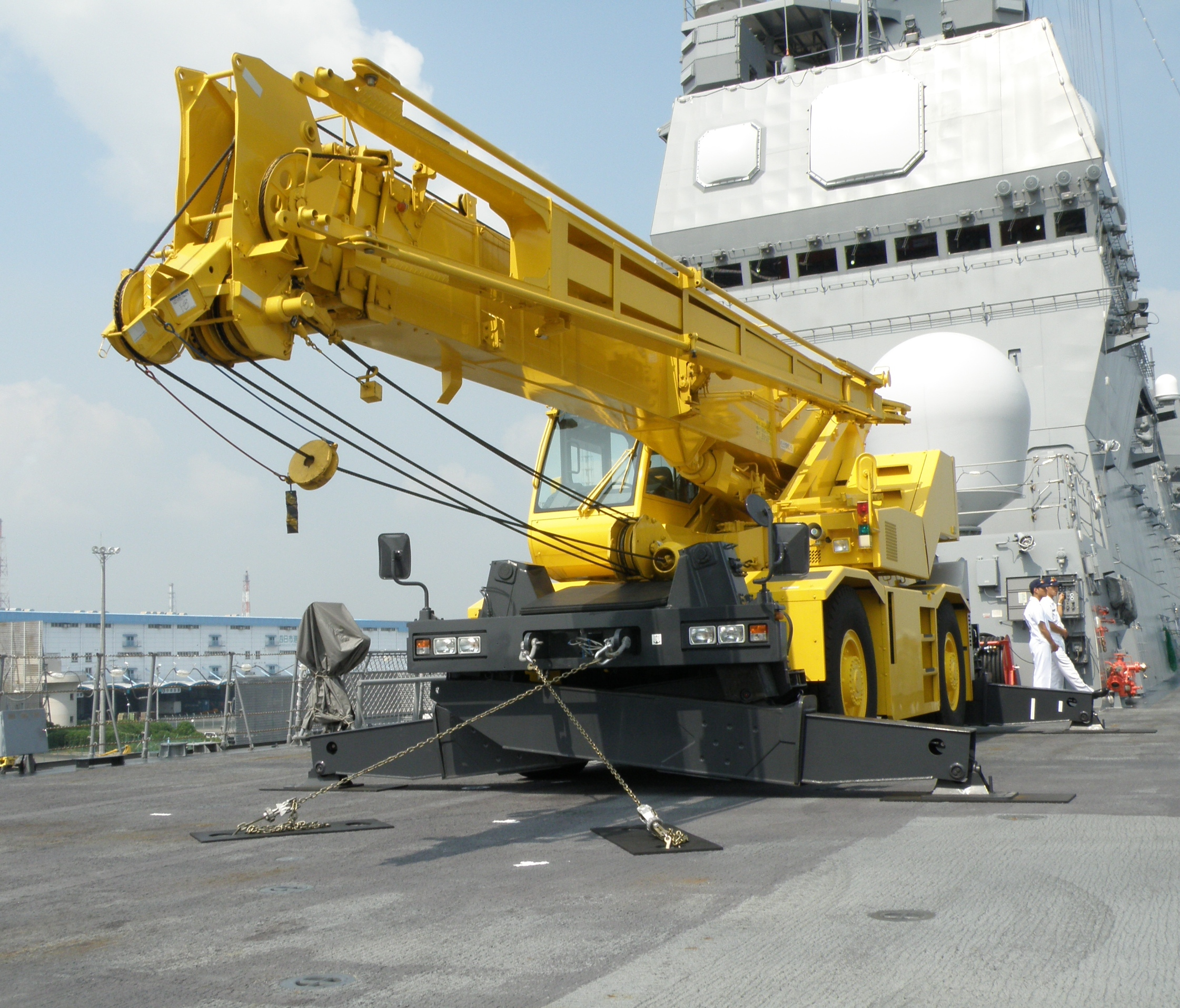
Xe cẩu chuyên dụng

## Hệ thống vũ khí và hệ thống điện tử

### Hệ thống thông tin chiến đấu ATECS
Tàu khu trục lớp Hyuga được trang bị thông tin chỉ huy chiến đấu ATECS do Nhật Bản tự phát triển, hệ thống này được các chuyên gia quân sự Mỹ đánh giá là một hệ thống Aegis "phiên bản Nhật". ATECS được thiết kế để đối phó với một loạt các mục tiêu khác nhau, nó thiết lập một khu vực phòng thủ nội địa (Local Area Defense-LAD) giúp các tàu hoạt động bên trong khu vực này được an toàn hơn.
Hệ thống radar mạng pha 3 tham số (3D) đa chức năng băng tầng kép FCS-3 bao gồm 2 mảng anten lớn và nhỏ đặt cạnh nhau. Mảng anten lớn hoạt động ở băng tần C (bước sóng từ 7,5 đến 3,75 cm) dùng để theo dõi và giám sát mục tiêu. Mỗi mảng anten lớn có khả năng tự động phát hiện, theo dõi các mục tiêu trên không và trên biển cùng lúc với số lượng lên đến 300 mục tiêu. Khi mục tiêu bị phát hiện, mảng anten cảnh giới sẽ tự động đánh giá mối đe dọa và cung cấp tham số về mảng anten điều khiển hỏa lực. Khác với radar dải sóng dm AN/SPY-1D của tàu lớp Kongo, các radar dải sóng cm của Nhật có khả năng phát hiện các mục tiêu kích cỡ nhỏ ở cự ly lên đến 200 km. Tuy nhiên, về mặt đánh chặn mục tiêu ở tầm xa, Akizuki không thể sánh nổi với khả năng của Kongo vì radar AN/SPY-1D công suất mạnh có khả năng kiểm soát tình hình ngay cả ở các quỹ đạo thấp gần trái đất. Mảng anten nhỏ hoạt động ở băng tần X (bước sóng từ 3,75 đến 2,5 cm) có chức năng điều khiển hỏa lực. Sau khi nhận tham số từ mảng anten cảnh giới, bộ vi xử lý của anten sẽ tiến hành theo dõi và xác định chủng loại mục tiêu, nó cũng kiểm soát việc phóng đạn và chiếu xạ sau khi tên lửa được phóng. hệ thống có khả năng dẫn hướng cho cả tên lửa hải đối không, tên lửa chống hạm và pháo hạm, trong khi vẫn duy trì khả năng bảo vệ nhóm chiến đấu trước nhiều mối đe dọa khác nhau.
Hệ thống định hướng chiến đấu OYQ-10 được trang bị hệ thống máy tính điều khiển AN/UYQ-70 của Tập đoàn Lockheed Martin (Mỹ). Thông tin thu nhận được từ hệ thống FCS-3, hệ thống kiểm soát tác chiến chống ngầm và hệ thống chiến tranh điện tử tích hợp NOLQ-3D ESM/ECM sẽ được tập trung vào hệ thống. Sau đó, với khả năng tính toán siêu tốc, hệ thống máy tính sẽ tự động đánh giá mối đe dọa, ưu tiên mục tiêu, lập kế hoạch và lựa chọn loại vũ khí để tiêu diệt. Hệ thống OYQ-10 được thiết kế dưới dạng các module mở cho phép tạo sự linh hoạt cao trong hoạt động tác chiến và dễ dàng tiến hành các công tác sửa đổi và nâng cấp trong tương lai.
Việc kết nối các hệ thống điện tử trên tàu được thực hiện thông qua hệ thống mạng diện rộng NOYQ-1. Hê thống này kết nối tất cả các thiết bị trên tàu thông qua hệ thống cáp quang tốc độ cao dưới dạng Gigabit Ethernet. Nhờ vậy, khả năng phản ứng và xử lý các tình huống của tàu được nâng lên đáng kể. Hệ thống thông tin liên lạc của tàu ngoài hoạt động trên tần sóng ngắn thông thường (HF), tần số rất cao (VHF) và tần số cực cao (UHF), còn có thể tham gia vào mạng dữ liệu tích hợp (JDN) và Hệ thống dữ liệu chiến thuật Hải quân (NTDS). Được liên kết thông qua hệ thống thông tin liên lạc cấp chiến thuật Linhk14/11/16. Đối với liên lạc vệ tinh, tàu đươc trang bị hệ thống liên lạc vệ tinh NORA-1C (hoạt động trên băng tần X) dùng để kết nối với vệ tinh SUPERBIRD B2, SUPERBIRD D, NORQ-1 (hoạt động trên băng tần Ku) và USC-42 Mini-DAMA kết nối với FLTSATCOM  của Quân đội Liên bang Mỹ. Việc liên lạc giữa các trực thăng và tàu mẹ được thực hiện bởi hệ thống liên kết dữ liệu ORQ-1C. Đây là phiên bản cải tiến của ORQ-1B, một phiên bản số hóa của hệ thống ORQ-1 TACLINK thông thường.

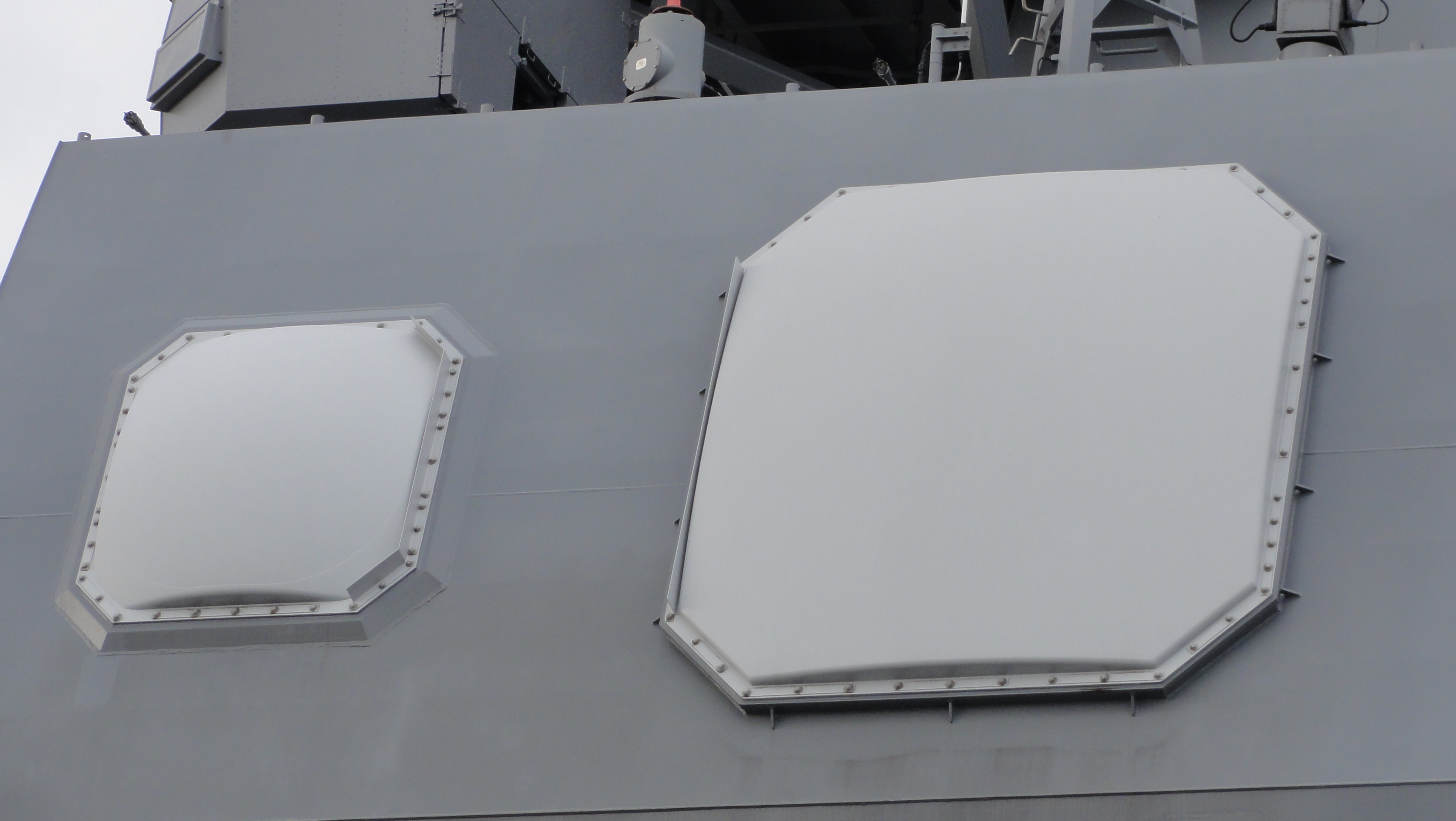
Radar quét mảng pha đa chức năng băng tầng kép FCS-3.
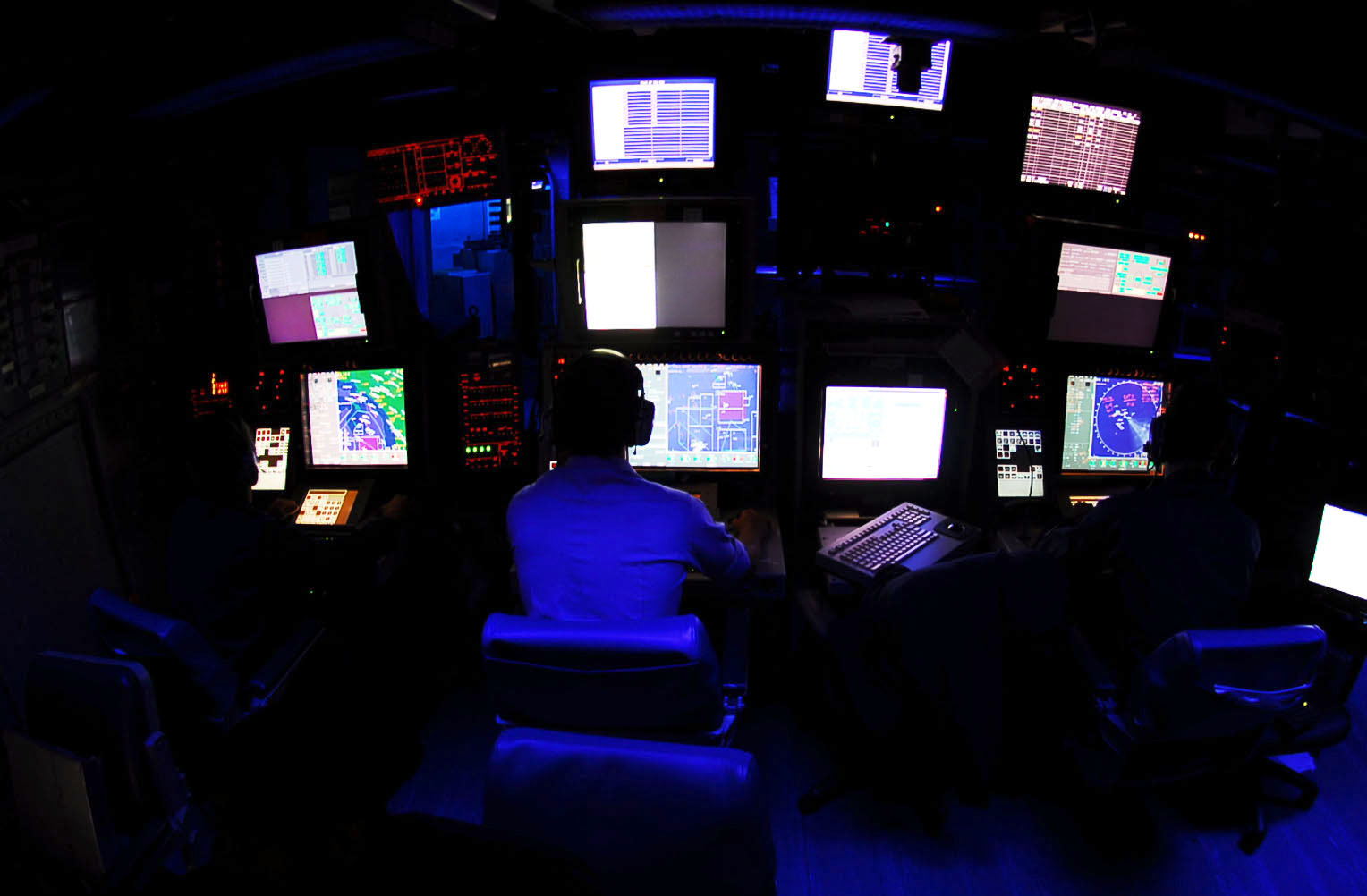
Giao diện hiển thị - kiểm soát của hệ thống máy tính AN/UYQ-70

### Tác chiến phòng không
Trong tác chiến phòng không, tàu khu trục lớp Hyuga được trang bị hệ thống phóng thẳng đứng 16 ống phóng Mk-41 Mod 22 dùng để phóng tên lửa hải đối không tầm gần RIM 162 ESSM và tên lửa chống ngầm RUM-139 VL ASROC. 16 ống phóng được chia làm 2 cụm, mỗi cụm 8 ống phóng hình hộp. RIM 162 ESSM được bố trí trong 4 ống phóng, 12 ống còn lại được sử dụng các tên lửa chống ngầm. Tên lửa sẽ bắn theo nguyên tắc "phóng nóng" (kiểu phóng nóng nghĩa là động cơ tên lửa được kích hoạt ngay khi trong ống phóng).
Hỗ trợ phòng không tầm thấp và đánh chặn tên lửa hành trình là 2 hệ thống pháo phòng không tầm gần Mk-15 Phalanx CIWS Block 1B Baseline 2, được lắp ở đầu phía trước của sàn đáp và trên bệ đỡ ở mạn trái phía sau của thân tàu.

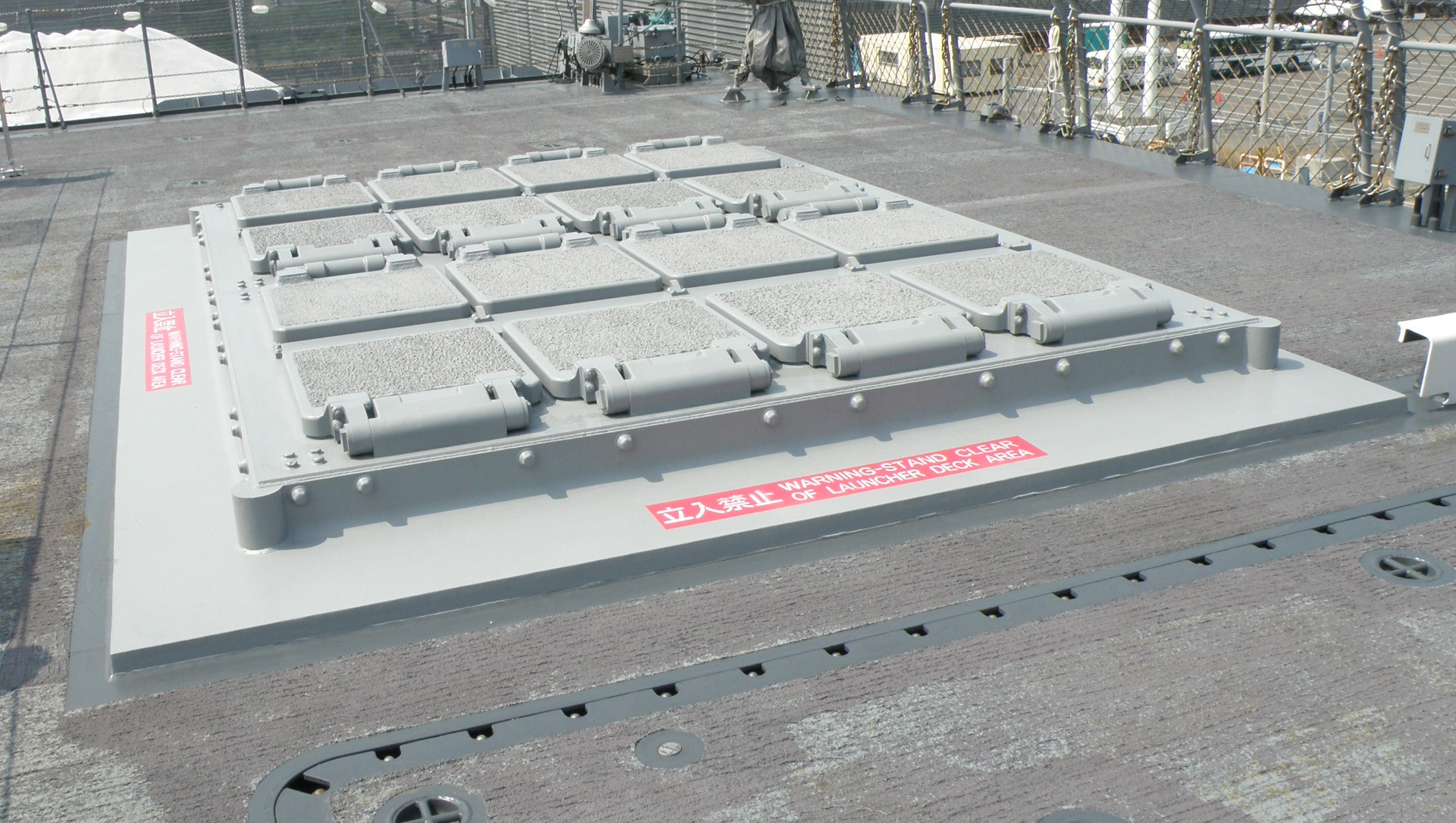
Hệ thống ống phóng thẳng đứng (VLS) Mk-41 Mod 22.
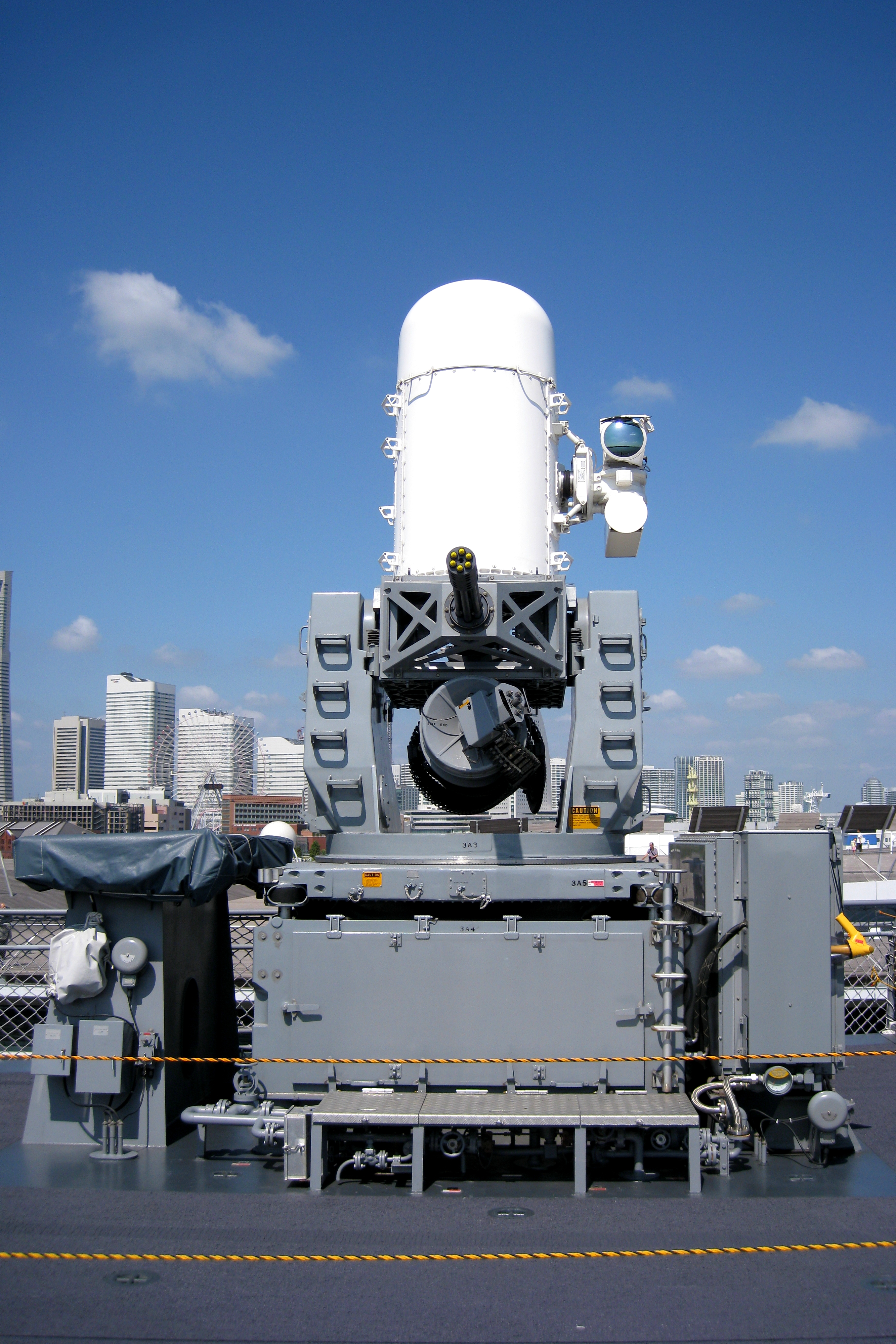
Hệ thống phòng không tầm gần (CIWS) Mk-15 Phalanx Block 1B Baseline 2.

### Tác chiến chống tàu mặt nước/chống ngầm
Trong tác chiến chống ngầm, tàu được trang bị sonar kết hợp chủ/bị động phát hiện và xác định vị trí tàu ngầm OQQ-21 gắn cố định trong quả cầu hình giọt nước ở mũi tàu. Ngoài ra, tàu còn có hệ thống nhử mồi ngư lôi kiểu mảng kéo Type 04. Type 04 được điều khiển số hóa và thiết kế kiểu module, có khả năng đánh lừa loại ngư lôi tìm bắt mục tiêu nhờ âm thanh. Khi triển khai, Type 04 được phóng ra từ phía đuôi tàu thông qua ống phóng để phóng ra một phao tiêu hình dây, sử dụng một dây cáp điện đồng trục truyền tín hiệu kéo theo phía đuôi tàu. Bên trong phao tiêu là một thiết bị phát âm thanh dưới nước, sử dụng phương thức điện tử hoặc điện cơ để phát ra tín hiệu âm thanh dụ ngư lôi. Do tín hiệu phát ra mạnh hơn cả tín hiệu âm thanh của tàu nên có thể bảo vệ cho tàu không bị tấn công.
Hỏa lực chống ngầm của bao gồm tên lửa chống ngầm RUM-139 VL ASROC phóng từ Mk.41 Mod 22 và 3 cụm phóng ngư lôi với 3 ống phóng 324mm HOS-303 ở bên hông tàu. Hiện nay, tên lửa chống ngầm RUM-139 VL ASROC đang dần được thay thế bằng loại Type 07 hiện đại hơn do Nhật tự sản xuất trong nước. Ống phóng ngư lôi HOS-303 là phiên bản mới nhất của hệ thống ống phóng ngư lôi Type 68 đã được sử dụng rộng rãi trên các tàu chiến của JMSDF, HOS-303 được dùng để vận hành loại ngư lôi Type 97 mới. Hệ thống phóng được thiết kế có khả năng xoay, điều hướng và bắn từ xa (riêng việc bắn có thể thực hiện tại chỗ bằng tay) nhắm tới mục tiêu cần diệt. Các ống phóng được làm từ vật liệu sợi thủy tinh hoặc kim loại, bên trong ống được bọc một lớp sợi thủy tinh để có thể bảo quản ngư lôi trong điều kiện thời tiết khắc nghiệt của Nhật Bản.
Tàu còn được trang bị radar chuyển hướng, dẫn đường OPS-20C. OPS-20C được phát triển dựa trên cơ sở OPS-20B.

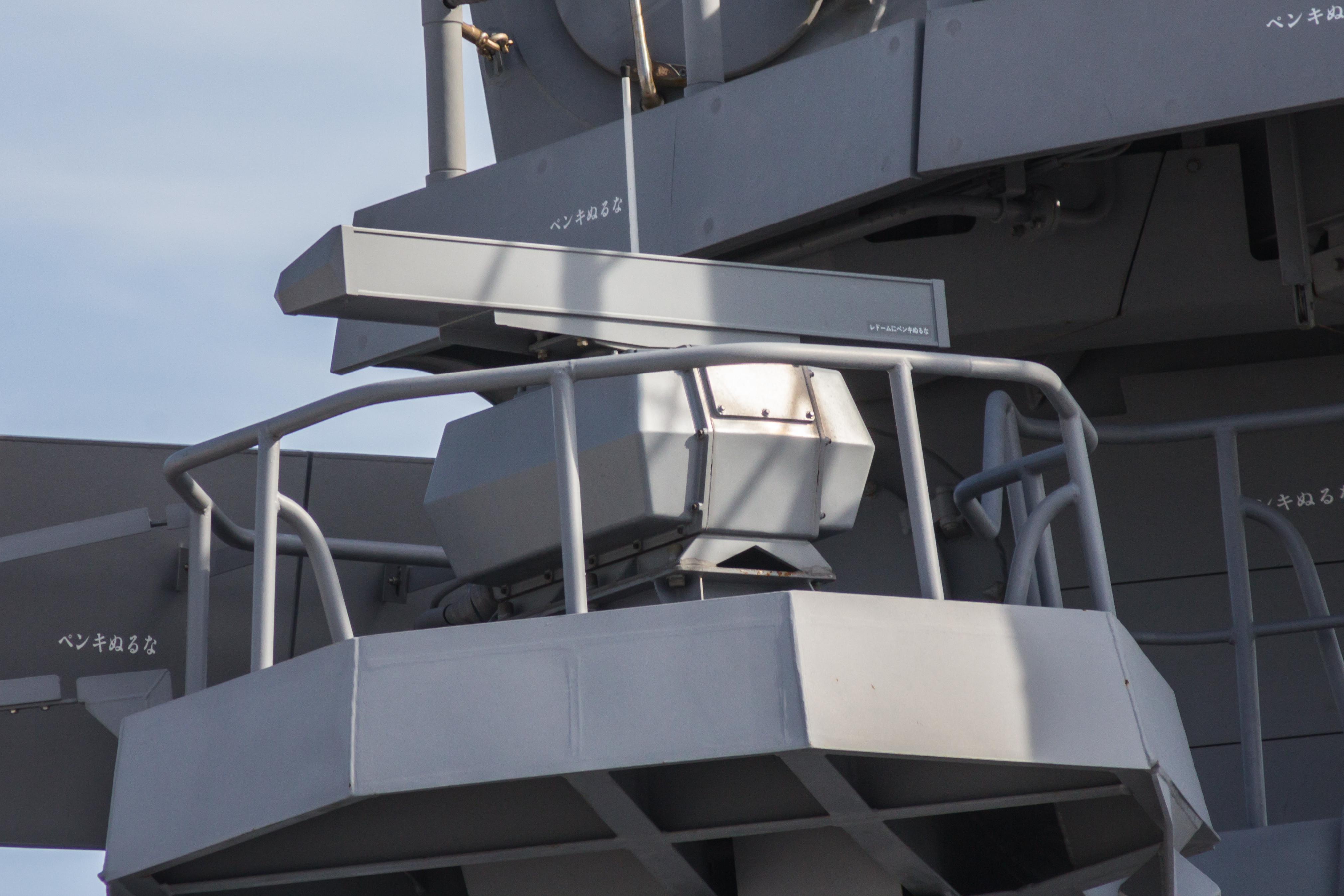
Radar chuyển hướng, dẫn đường OPS-20C
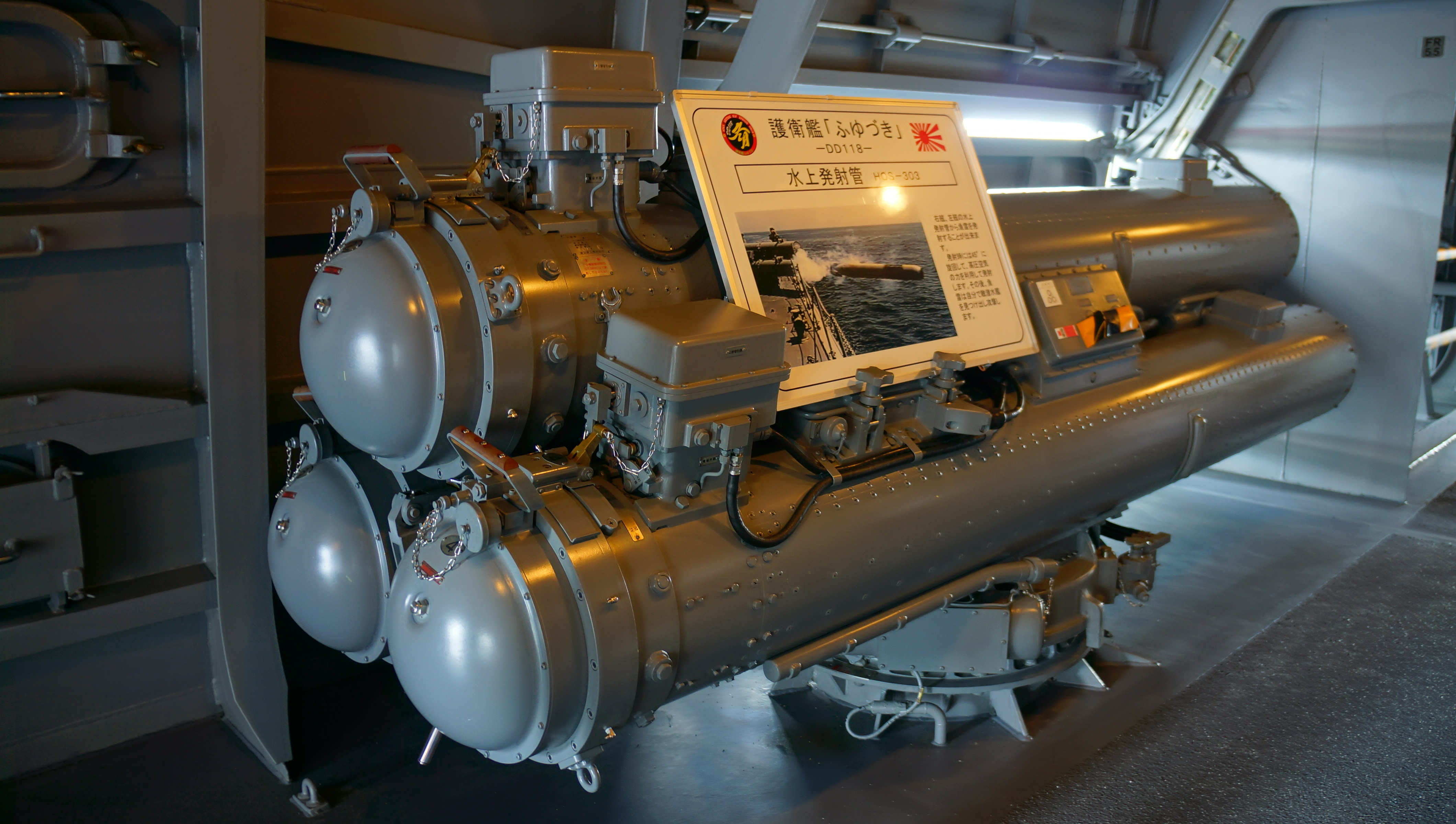
Ống phóng ngư lôi 324mm HOS-303.
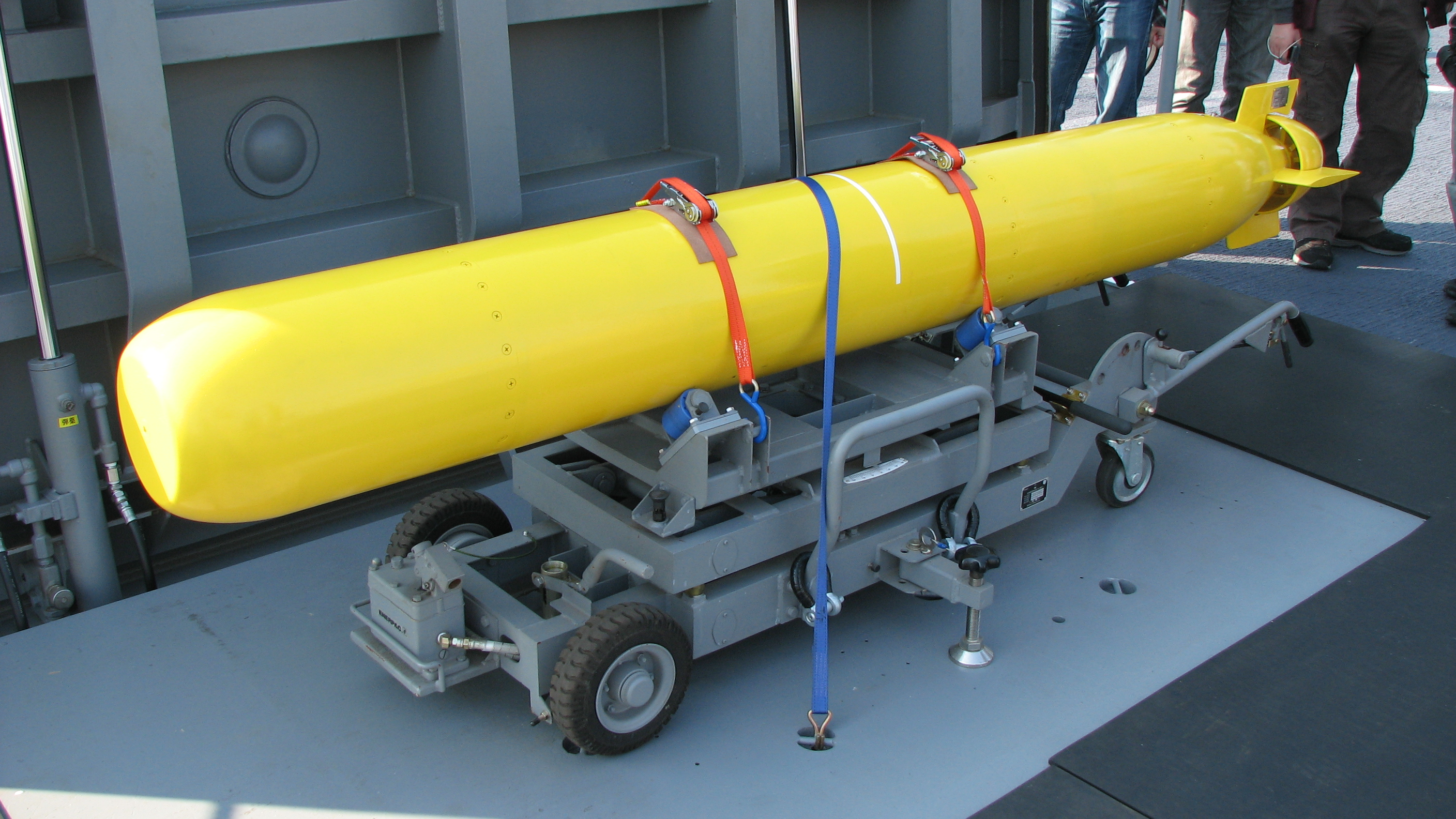
Ngư lôi hạng nhẹ Type 97

### Tác chiến điện tử

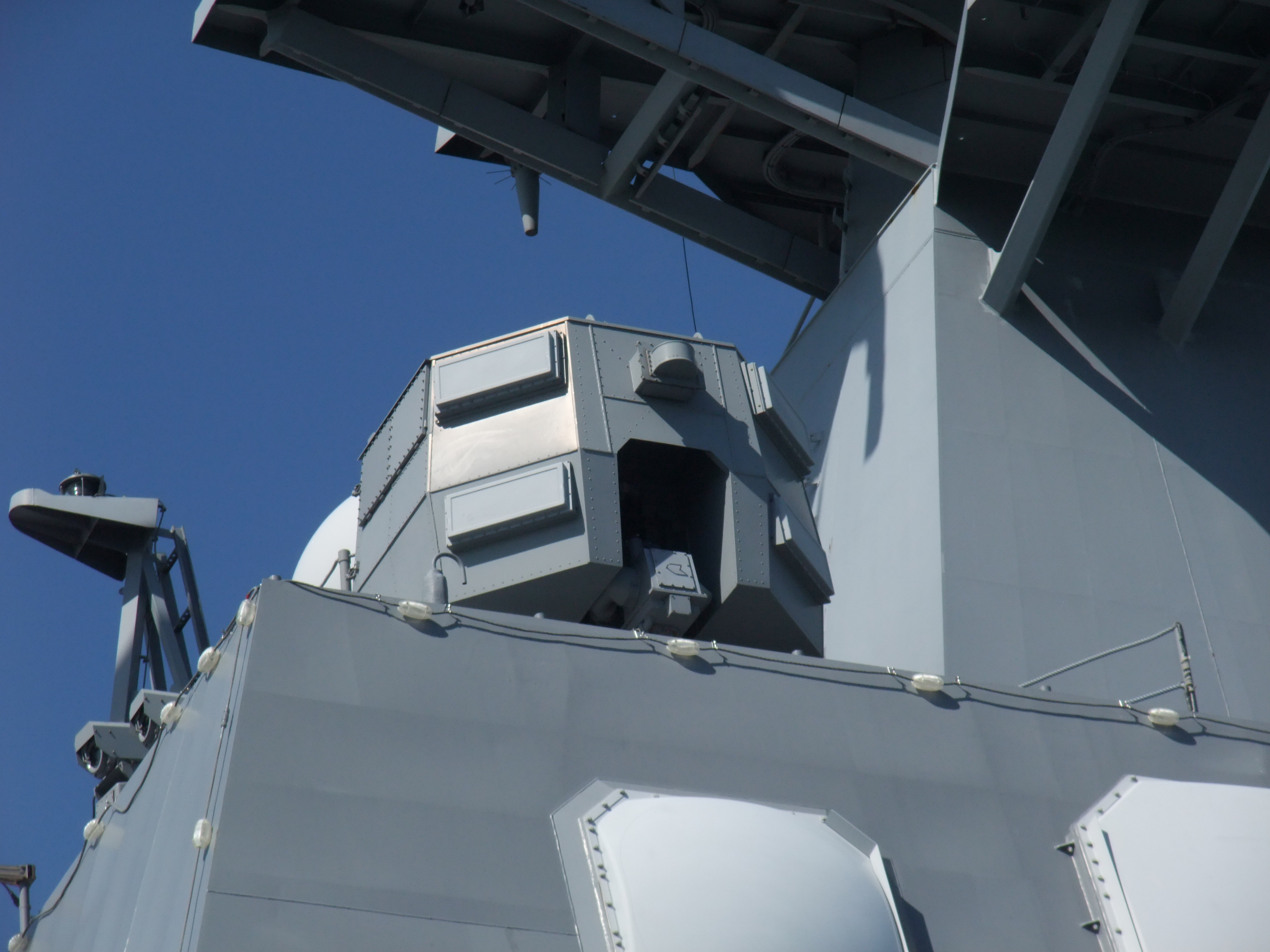
Hệ thống tác chiến điện tử NOLQ-3C

Các hệ thống tác chiến điện tử của Hyuga bao gồm hệ thống tác chiến điện tử NOLQ-3C ESM/ECM và hệ thống mồi bẫy Mk-137 SRBOC. Hệ thống NOLQ-3C được cấu thành bởi hai bộ phận chính là trinh sát điện tử và gây nhiễu điện tử. NOLQ-3C được điều khiển bởi một máy tính tốc độ cao có khả năng xử lý, quản lý hàng nghìn phép tính/giây và được vận hành bằng phương thức tự động hoặc bán tự động. Trong đó, bộ phận trinh sát điện tử sử dụng băng tần hỗ hợp nên có khả năng mở rộng dải trinh sát với độ chính xác lên tới 1 độ và phạm vi bao phủ 360 độ. Còn bộ phận gây nhiễu điện tử được cấu thành bởi 4 annten, mỗi anten có khả năng tác nghiệp một góc 90 độ với tổng cộng 140 dải tần số khác nhau. Hệ thống này có thể cùng một lúc gây nhiễu đối với 80 bộ radar với thời gian phản ứng trước các tình huống cực ngắn.
Hệ thống Mk-137 SRBOC có bán kính tác chiến gây nhiễn là 4 km; công suất gây nhiễu từ 7 - 8 kW; công suất gây nhiễu hồng ngoại từ 3 - 5 kW; độ cao tác chiến là 150m, độ trễ là 3,5 - 0,5 giây; thời gian hình thành khu vực gây nhiễu là 8,5 giây; thời gian hình thành tường hồng ngoại gây nhiễu là 6 giây. Cơ chế hoạt động của Mk-137 đó là phóng ra các quả rocket chứa nhiều lá nhôm để tạo các mục tiêu giả qua đó đánh lừa hệ thống đầu dò mục tiêu trên tên lửa của đối phương, từ đó khiến tên lửa đối phương bắn nhầm mục tiêu.

## Hệ thống động lực
Động cơ chính của tàu là hệ thống động lực kết hợp tuabin khí COGAG (tức là kiểu hệ thống động cơ kết hợp 2 tuabin khí để quay một chân vịt), trong đó bao gồm: 4 động cơ tuabin khí Ishikawajima Harima LM2500 (sản xuất theo giấy phép của General Electric) 25.000 mã lực, tương tự như hệ thống động lực của tàu khu trục lớp Kongo (63DDG). Phòng máy nơi lắp đặt hệ thống động lực chính được bố trí từ boong thứ 5 xuống đến đáy tàu.  Ống khói được lắp ẩn trong tháp điều khiển của tàu,  các cửa hút gió nằm ở hai bên boong thứ 2. Các ống xả và hút được dẫn đến phòng máy bằng cách đi qua các thang máy và nhà chứa máy bay trên boong thứ 2 và thứ 4.
Hyuga được trang bị 4 máy phát điện tuabin khí M1A-35 công suất 2.400 kW do Kawasaki Heavy Industries sản xuất. Các động cơ này kết nối với nhau thông qua 3 hộp số và 2 bộ ly hợp, truyền động ra 2 chân vịt 5 lá cung cấp công suất đầu ra tổng cộng 100.000 mã lực. Sự kết hợp này giúp tiết kiệm nhiên liệu, giảm tối đa tiếng ồn khi hoạt động, đồng thời, giảm chi phí, kéo dài thời gian giữa 2 lần bảo dưỡng. 4 động cơ tuabin khí của tàu có khả năng chuyển từ trạng thái nguội sang trạng thái công suất cực đại trong vòng 15 phút. Ngoài ra, tàu còn được lắp đặt bộ tản nhiệt tiên tiến giúp giảm đối đa bức xạ hồng ngoại khi hoạt động, nâng cao khả năng tránh các biện pháp dò tìm bằng hồng ngoại của đối phương. Hệ thống động lực này giúp tàu đạt tốc độ tối đa đạt 30 hải lý/h (56 km/h) phạm vi hoạt động 6.000 hải lý, tốc độ hành trình 18 hải lý/h, tàu có khả năng hoạt động liên tục 50 ngày trên biển.
Hệ thống động lực COGAG có thời gian hoạt động tới 30.000 giờ trước khi cần đại tu. Để đảm bảo cho các động cơ này hoạt động hiệu quả, những thủy thủ làm việc dưới phòng máy của tàu phải luôn túc trực 24/24 không lúc nào ngơi việc dù toàn bộ hệ thống trên tàu đều được điều khiển, kiểm soát và giám sát một cách hoàn toàn tự động. Làm việc trong môi trường có tiếng ồn lớn yêu cầu những thủy thủ luôn phải mang theo nút bịt tay để tránh thính giác của mình bị ảnh hưởng, tuy nhiên nút bịt tay này cũng chỉ hạn chế được phần nào tiếng ồn, sau một thời gian dài làm việc trong phòng máy trên tàu phần lớn các thủy thủ đểu bị lãng tai dần.
Hầu hết trang thiết bị trên tàu kể cả trong phòng máy cũng đều được tự động hóa và điều khiển qua máy tính hoàn toàn. Hệ thống giám sát sẽ theo dõi sát sao các thông số của hệ thống động cơ, đưa ra các cảnh báo kịp thời để các binh sĩ khắc phục, trong trường hợp một trong các động cơ gặp sự cố, bộ ly hợp cho phép ngắt hoạt động của động cơ để tiến hành sửa chữa mà không ảnh hưởng đến khả năng hoạt động của tàu. Dù được tự động hóa khá nhiều, tuy nhiên công việc chính của các thủy thủ lại là bảo dưỡng các thiết bị trên tàu để đảm bảo chúng hoạt động với hiệu suất cao nhất. Với một hệ thống lớn tới 4 động cơ và 30 tuabin khí, các thủy thủ phục vụ trong phòng máy trên các tàu khu trục lớp Hyuga thường ít khi được ngơi tay.
Bảo dưỡng các chi tiết nhỏ là công việc khó khăn hơn cả dù không cần phải chui rúc vào những góc nóng nực chật hẹp của phòng máy nhưng các thủy thủ luôn phải đảm bảo được độ chính xác cao và yêu cầu thêm cả sự khéo léo nữa. Các chi tiết nhỏ trên tàu có thể là các hệ thống cảm biến, các hệ thống chíp điều khiển của các thiết bị máy tính.

## Danh sách
| Hình ảnh | Số hiệu | Tên           | Đặt lườn            | Hạ thủy             | Biên chế            | Căn cứ   |
| -------- | ------- | ------------- | ------------------- | ------------------- | ------------------- | -------- |
|          | DDH-181 | Hyūga (16DDH) | 11 tháng 5 năm 2006 | 23 tháng 8 năm 2007 | 18 tháng 3 năm 2009 | Yokosuka |
|          | DDH-182 | Ise (18DDH)   | 30 tháng 5 năm 2008 | 21 tháng 8 năm 2009 | 16 tháng 3 năm 2011 | Kure     |